# Pressupostos Generals de l’Estat espanyol per al 2017
Els Pressupostos Generals de l’Estat espanyol per al 2017 van ser el conjunt de comptes públics elaborats pel Govern d’Espanya per a l’exercici econòmic del 2017. Van ser presentats pel Govern de Mariano Rajoy i aprovats per les Corts Generals el 27 de juny de 2017. La llei es va publicar al Butlletí Oficial de l’Estat el 28 de juny.

## Context
Els pressupostos del 2017 van ser els primers aprovats pel Govern del Partit Popular en minoria després de les Eleccions generals espanyoles de 2016, que van desembocar en la formació de govern després de mesos de bloqueig institucional. La necessitat de pactes va marcar la negociació pressupostària, en què van ser clau els suports de Ciutadans, PNB, Coalició Canària i Foro Asturias.

## Procés d’aprovació
El Consell de Ministres va aprovar el projecte de pressupostos el 31 de març de 2017. El ministre d’Hisenda, Cristóbal Montoro, el va presentar al Congrés dels Diputats el 4 d’abril. La tramitació parlamentària va ser complexa, però el projecte va aconseguir finalment 176 vots a favor i 171 en contra. El Senat va ratificar la llei el 27 de juny, i es va publicar al BOE l’endemà.

## Ingressos previstos
Els ingressos no financers previstos ascendien a 200.963 milions €, dels quals:
- 193.520 milions € per impostos.[6]
- 77.058 milions € per IRPF.
- 64.020 milions € per IVA.
- 23.143 milions € per Impost de societats.[7]
- 18.863 milions € per cotitzacions socials.[8]
- 2.643 milions € per altres ingressos (taxes, dividends, etc.).

## Despeses previstes
La despesa no financera total ascendia a 279.245 milions €, amb els següents capítols destacats:
- 139.647 milions € per a despesa social.[10]
- 133.118 milions € per a pensions i altres prestacions socials.[11]
- 7.638 milions € per al Ministeri de Defensa.[12]
- 5.392 milions € per a Inversió pública.[13]
- 32.171 milions € per al pagament d’interessos del Deute públic.[14]

## Dèficit i previsions
L’objectiu de dèficit públic es va fixar en el 3,1% del PIB, en línia amb els compromisos adquirits amb la Comissió Europea. La previsió de creixement econòmic per a 2017 era del 2,5%, en un context de recuperació després de la crisi financera.

## Reaccions
- El PSOE va votar-hi en contra, argumentant que els comptes eren continuistes i no responien a les necessitats socials. El seu portaveu, Antonio Hernando, va declarar: «Encara que no els coneixem, és evident que serà impossible donar-los suport perquè seran continuistes i antisocials.»[16]
- Ciutadans va donar-hi suport després de negociar mesures com el complement salarial o rebaixes fiscals per a autònoms.
- El PNB va justificar el seu suport com una oportunitat per millorar el finançament del País Basc i desbloquejar inversions.[17]